# إضيعان (رحالة آيت مرغاد آيت إزدك)
ايضعان هو دُوَّار يقع بجماعة آيت إزدك، إقليم ميدلت، جهة درعة تافيلالت في المملكة المغربية. ينتمي الدوّار لمشيخة رحالة آيت مرغاد آيت إزدك التي تضم 4 دواوير. يقدر عدد سكانه بـ 162 نسمة حسب الإحصاء الرسمي للسكان والسكنى لسنة 2004.

## روابط خارجية
- البوابة الوطنية للجماعات الترابية
- المندوبية السامية للتخطيط